# チャンドリカ・クマーラトゥンガ
チャンドリカ・バンダラナイケ・クマーラトゥンガ（シンハラ語: චන්ද්‍රිකා බන්ඩාරනායක කුමාරතුංග, タミル語: சந்திரிக்கா பண்டாரநாயக்க குமாரதுங்க, 英語: Chandrika Bandaranaike Kumaratunga, 1945年6月29日 - ）は、スリランカの政治家。第5代大統領（在任: 1994年 - 2005年）。

## 経歴

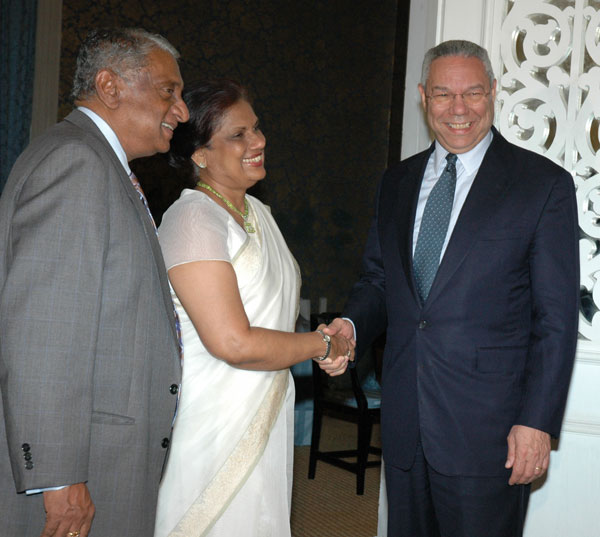
チャンドリカ・クマーラトゥンガ（中央）。右はコリン・パウエル

パリ大学で開発経済学、政治学を学んだ。1974年、スリランカ自由党 (SLFP) 婦人連盟執行委員に、1986年にはスリランカ人民党 (SLMP) 総裁にそれぞれ就任。1994年8月に首相に就任し、世界初の「母娘首相」誕生となった。
1994年11月に大統領に就任。スリランカの大統領任期は6年で、任期満了を待たずに1999年、大統領選を実施して再選した。クマラトゥンガは2期目が1期目満了時から始まるとの計算に基づき、任期は2006年末までと主張したが、スリランカ最高裁は2005年8月26日、クマーラトゥンガの任期は2005年12月21日で終了する判断を下した。当時、スリランカは大統領の3選は禁じられていた（2010年の憲法改正で、3選禁止条項撤廃）。
スリランカでは1976年6月の死刑執行を最後に制度は凍結され、歴代大統領により死刑囚は自動的に減刑された。しかし、1999年3月13日、犯罪増加の報告を受けた政府は「今後、大統領は死刑判決を自動的に減刑しない」と発表。2004年11月19日に発生した高等裁判所判事殺害事件を機に死刑復活を求める世論が高まり、同年11月20日、クマーラトゥンガは「強姦、殺人、麻薬取引に関する死刑制度を復活する」と発表した。同年12月18日にはタミル・イーラム解放のトラ (LTTE) による暗殺未遂が起き、これによりクマーラトゥンガは右目の視力を失った。以降、LTTEへ強硬姿勢で臨むこととなった。
2005年11月19日に大統領を辞任。それに伴い、首相のマヒンダ・ラージャパクサを次期候補に指名すると共にスリランカ自由党党首の座を譲り、ラージャパクサは大統領選に勝利した。

## 家族
母親のシリマヴォ・バンダラナイケは世界初の女性首相。父のソロモン・バンダラナイケはスリランカ自由党創立者で1959年に、夫であるヴィジャヤ・クマーラトゥンガも1988年にそれぞれ暗殺された。姉のスネトラはフィランソロピストとなり、弟のアヌラ（1949年 - 2008年）はスリランカ国会の議長および外務大臣を務めた。